# Raúl Alemán
Raúl Alemán (Lima, 1979) es un exfutbolista peruano. Se desempeñó como defensa central.

## Clubes
| Club                   | País | Año       |
| ---------------------- | ---- | --------- |
| Alcides Vigo           | Perú | 2000      |
| Juan Aurich            | Perú | 2001      |
| Alcides Vigo           | Perú | 2001      |
| Nicolás de Piérola     | Perú | 2003      |
| Abraham Valdelomar     | Perú | 2003      |
| Juventud Torre Blanca  | Perú | 2004      |
| Atlético Independiente | Perú | 2004      |
| Atlético Minero        | Perú | 2005      |
| Cultural Tarapacá      | Perú | 2006      |
| León de Huánuco        | Perú | 2006-2007 |
| Sport Huancayo         | Perú | 2008-2009 |
| FBC Melgar             | Perú | 2010      |
| UTC                    | Perú | 2011-2014 |

## Palmarés

### Campeonatos nacionales
| Título           | Club           | País | Año  |
| ---------------- | -------------- | ---- | ---- |
| Segunda División | Alcides Vigo   | Perú | 2001 |
| Copa Perú        | Sport Huancayo | Perú | 2008 |
| Copa Perú        | UTC            | Perú | 2012 |

### Distinciones individuales
| Distinción                                                                             | Año  |
| -------------------------------------------------------------------------------------- | ---- |
| Incluido en el equipo ideal de la Copa Perú según el portal periodístico DeChalaca.com | 2012 |